# Kondwani Mtonga
Kondwani Mtonga (ur. 12 lutego 1984 w Lusace) – zambijski piłkarz grający na pozycji defensywnego pomocnika. 

## Kariera klubowa
Swoją karierę piłkarską Mtonga rozpoczął w klubie Zamtel Ndola. W sezonie 2007 zadebiutował w jego barwach w zambijskiej Premier League. W 2008 roku przeszedł do ZESCO United. W latach 2008, 2010, 2015, 2017, 2018 i 2019 wywalczył z nim sześć mistrzostw kraju, a w latach 2009, 2013 i 2016 – trzy wicemistrzostwa. Zdobył też cztery Puchary Zambii w latach 2008, 2010, 2016 i 2019. W latach 2013–2014 grał w Indiach w klubach Shillong Lajong FC i NorthEast United FC, do których był wypożyczony. W 2020 roku zakończył karierę.

## Kariera reprezentacyjna
W reprezentacji Zambii Mtonga zadebiutował 4 stycznia 2009 w zremisowanym 1:1 meczu Pucharu CECAFA 2008 z Burundi. W 2015 roku został powołany do kadry na Puchar Narodów Afryki 2015. Wystąpił na nim w trzech meczach: z Demokratyczną Republiką Konga (1:1), z Tunezją (1:2) i z Republiką Zielonego Przylądka (0:0). Do 2018 roku rozegrał w kadrze narodowej 48 meczów i strzelił 1 gola.